# Лопазне
Лопа́зне (рос. Лопазное) — село у складі Сладковського району Тюменської області, Росія.
Населення — 564 особи (2010, 669 у 2002).
Національний склад станом на 2002 рік:
- росіяни — 89 %